# San Ignacio (comuna)
San Ignacio es una comuna de la zona central de Chile, ubicada en la Provincia de Diguillín, Región de Ñuble; su capital es la localidad de San Ignacio. Limita por el norte con Chillán, Chillán Viejo y Pinto, por el este con las comunas de Pinto y El Carmen, al sur con El Carmen, y al oeste con Bulnes.
Integra el Distrito Electoral N° 19 y pertenece a la 16.ª Circunscripción Senatorial (Ñuble).

## Historia
La comuna de San Ignacio fue fundada el 20 de octubre de 1848, por dos hacendados, que, en el proceso de repartición de sus tierras, dieron origen al pueblo con el nombre que actualmente lleva, en homenaje a don José Ignacio García, intendente de la provincia en esos años. 

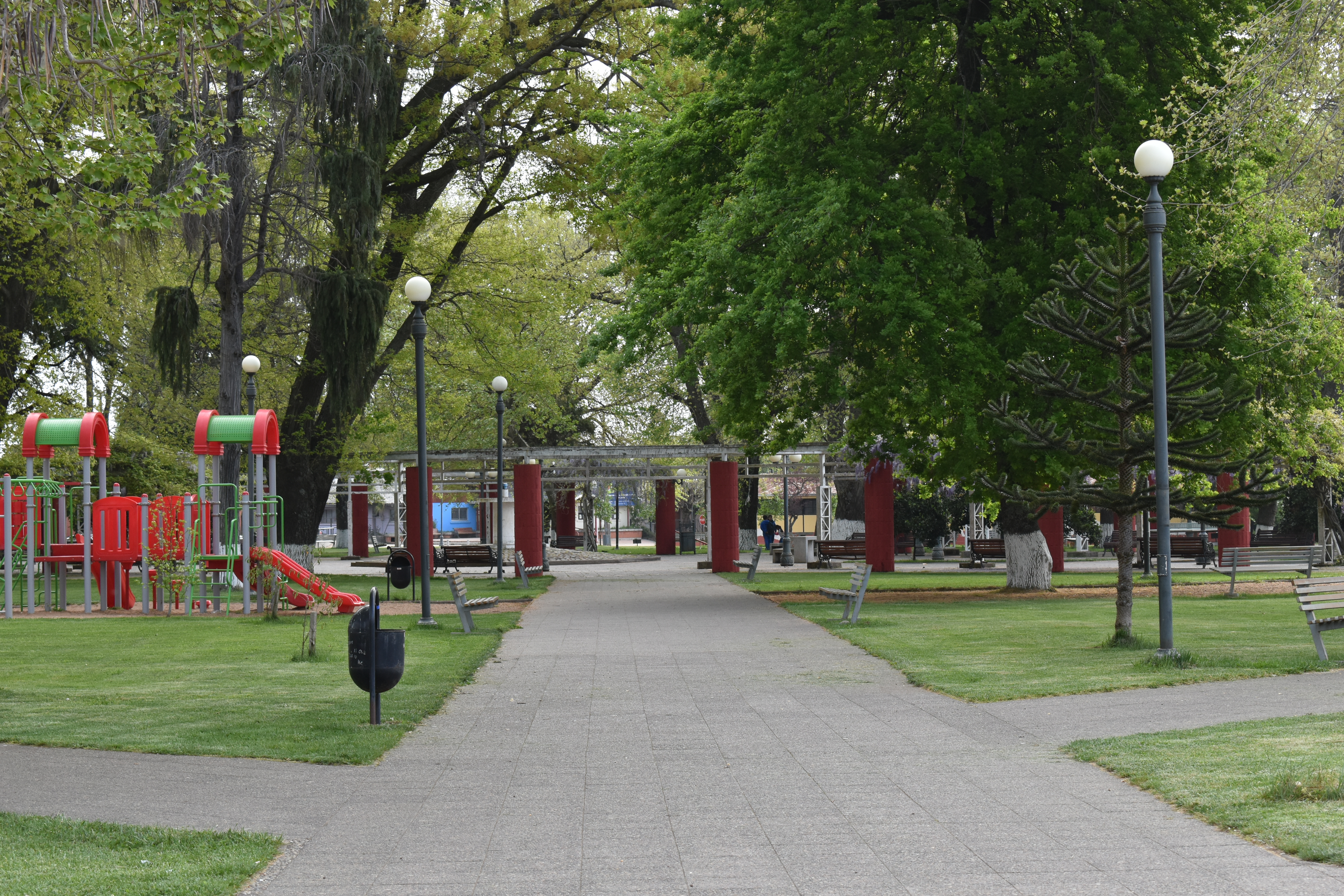
Plaza de Armas de San Ignacio.

La capital de la comuna recibe el título de Villa desde el 19 de mayo de 1871, mediante una solicitud presentada al Ministerio del Interior y recibe el título de ciudad el 20 de noviembre de 1896, creándose la Municipalidad el 27 de febrero de 1897, siendo su primer alcalde don Francisco Sandoval.
Francisco Solano Asta-Buruaga y Cienfuegos describe a la capital comunal en el Diccionario Geográfico de la República de Chile (1899) en los siguientes términos:

Villa del departamento de Bulnes situada por los 36° 48' Lat. y 72° 05' Lon. á 27 kilómetros al E. de su capital y cinco al O. de la aldea de San Miguel. Es de corto y sencillo caserío con una iglesia, dos escuelas gratuitas, oficina de correo y 933 habitantes. Sus contornos son medianamente desiguales y regularmente cultivados. Pasa inmediato al N. de ella el riachuelo de Meco, afluente superior del de Larqui. Era una antigua aldea, que recibió el título de villa en 19 de mayo de 1871.

En 1926 la municipalidad fue anexada a la municipalidad de Bulnes, recobrando su independencia el año 1930, gracias a las gestiones de los vecinos, encabezados por don Rigoberto Rivas del Valle.

## Medio ambiente

### Geomorfología y componentes abióticos

Trazado simplificado de los ecosistemas y cuerpos de agua presentes en la comuna de San Ignacio.

La comuna de San Ignacio se encuentra emplazada en las unidades geomorfológicas de Llano central fluvio-glacio-volcanico y Precordillera; y presenta según la clasificación climática de Köppen clima mediterráneo de lluvia invernal (Csb). Esta además se halla en la cuenca hidrográfica de río Itata. Además, la comuna posee diversos cuerpos de agua, entre los que se destacan el río Diguillin.

### Componentes bióticos
Dentro del territorio de la comuna se pueden hallar los siguientes ecosistemas:
- Bosque caducifolio mediterráneo interior donde predominan Nothofagus obliqua y Cryptocarya alba (En peligro crítico)
- Bosque esclerófilo mediterráneo interior donde predominan Lithrea caustica y Peumus boldus (En peligro)
- Bosque esclerófilo psamófilo mediterráneo interior donde predominan Quillaja saponaria y Fabiana imbricata (En peligro crítico)

### Medidas de protección ambiental y conflictos socioambientales
Hasta 2022, la comuna de San Ignacio cuenta con un área territorial destinada a la protección ambiental:

## Demografía
Según datos del censo de 2017, la comuna de San Ignacio tenía una población de 16.079 habitantes y una densidad poblacional de 44,2 hab/km².

### Localidades
Localidades con sus respectivos habitantes correspondientes al Censo de 2002:
- San Ignacio, capital comunal, 2688 habitantes.
- Pueblo Seco, 2293 habitantes.
- Quiriquina, 1171 habitantes.
- Las Quilas, 575 habitantes.
- San Miguel, 537 habitantes.
- Cantarrana, 459 habitantes.
- Calle Alegre, 376 habitantes.
- San Antonio, 365 habitantes.
- La Greda, 336 habitantes.
- Santa Juana, 324 habitantes.
- El Calvario, 259 habitantes
- Lourdes, 251 habitantes.
- Vista Bella, 197 habitantes.
- Montaña Garay, 169 habitantes.
- Selva Negra, 160 habitantes.
- San Pedro, 126 habitantes
- Las Piedras, 121 habitantes.
- Villa Sebastián Sandoval, 118 habitantes.
- Calle Las Rosas, 117 habitantes.
- Callejón Bustos, 113 habitantes.
- Simón Bolívar, 100 habitantes.
- Carrizalillo, 84 habitantes.
- El Lucero, 72 habitantes.
- Los Maitenes, 71 habitantes.
- Escuela Vieja, 57 habitantes.
- Coltón Arriba, 50 habitantes.
- Diguillín, 47 habitantes.
- Escuela Zapallar, 46 habitantes.
- Los Robles, 41 habitantes.

## Administración

### Municipalidad
La Municipalidad de San Ignacio para el periodo 2021-2024 es dirigida por el alcalde suplente Patricio Suazo Romero (Renovación Nacional - Chile Vamos) y el concejo municipal conformado por los concejales:
- Valeria Estela Carrasco Lagos (Sin Partido)
- Claudio Antonio Contreras Utreras (Partido Regionalista Independiente Demócrata)
- Paloma De Los Ángeles Moreno Gallardo (IND - Chile Vamos Renovación Nacional - IND)
- Manuel Esteban Sandoval Daza (IND - Radicales e IND)
- Martín Rodrigo Becerra González (Partido Por la Democracia)
- Rodny Baeza Palma (Partido Por la Democracia)

### Representación parlamentaria
San Ignacio forma parte de la Circunscripción Senatorial XVI y del Distrito Electoral 19. Es representada en la Cámara de Diputados del Congreso Nacional por los siguientes diputados:
- Cristóbal Martínez Ramírez (Unión Demócrata Independiente)
- Marta Bravo Salinas (Unión Demócrata Independiente)
- Frank Sauerbaum Muñoz (Renovación Nacional)
- Felipe Camaño Cárdenas (IND - PDC)
- Sara Concha Smith (Partido Conservador Cristiano)

En el Senado, la representan:
- Gustavo Sanhueza Dueñas (Unión Demócrata Independiente)
- Loreto Carvajal Ambiado (Partido Por la Democracia)

## Economía
La principal actividad económica presente en la comuna es la agricultura principalmente los cultivos tradicionales como son el trigo, avenas, remolacha, achicoria entre otros, Además cabe señalar una gran importancia en los cultivos no tradicionales, como son los huertos frutales, en lo que destaca los arándanos, frambuesas y frutillas.  Otra actividad importante es la producción de ganado ovino, bovino y la explotación forestal.
En 2018, la cantidad de empresas registradas en San Ignacio fue de 148. El Índice de Complejidad Económica (ECI) en el mismo año fue de -0,71, mientras que las actividades económicas con mayor índice de Ventaja Comparativa Revelada (RCA) fueron Servicios de Remolque de Vehículos Grúas (110,45), Cultivo de Trigo (58,09) y Explotación Mixta (32,12).

## Cultura

### Saningnacinos
El cantautor Víctor Jara nació en la localidad de Quiriquina.

## Servicios

### Educación

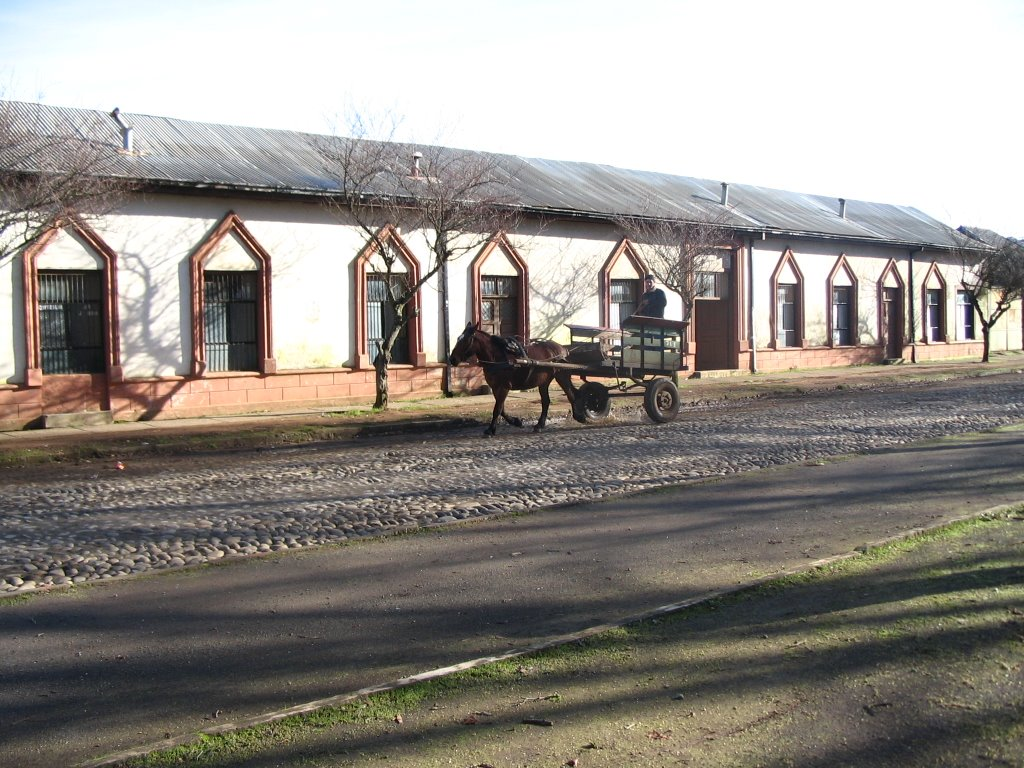
Se puede apreciar parte del Liceo Politécnico Maria Ward (construcción que ya no existe)

La comuna posee establecimientos de enseñanza básica y enseñanza media. Son las escuelas básicas de Pueblo Seco María Luisa Espinoza de San Miguel, Selva Negra, Las Quilas, El Calvario, Calle Alegre, Santa Juana, Colton Variante, Los Robles, Mayulermo, Lourdes, El Liceo Politécnico Víctor Jara de Quiriquina y el Liceo Pueblo Seco. También esta el Liceo Polivalente María Ward, establecimiento particular subvencionado ubicado en San Ignacio.

### Biblioteca
La Biblioteca Pública Municipal, está ubicada al norte de la plaza de armas de la comuna en la calle Angel Custodio Hernández Nº 554, cuenta con sala de lectura, préstamos a domicilios, cursos de computación, servicio de Internet gratis a la comunidad a través del Programa Biblioredes, espacios para niños, adultos mayores, actividades culturales, cuenta con dos Bibliotecas periféricas ubicadas en las localidades de San Miguel, distante 5 kilómetros al este de la cabecera comunal y Pueblo Seco, distante a 8 kilómetros al suroeste.

## Medios de comunicación

### Radioemisoras
FM
- 95.3 MHz - Radio Motiva
- 107.3 MHz - Radio Diguillín
- 107.7 MHz - Radio La Bendición
- 107.9 MHz - Radio Alternativa

### Periódicos
- El Sanignacino es un periódico comunal, se desarrolla semestralmente por la Municipalidad de San Ignacio.

### Portales informativos
- San Ignacio Te Informa: También cuenta con un Medio de noticias Electrónico conformados por dos administradores que viven en la comuna y no poseen cargos municipales,informando con noticias constantes sobre la comuna.